# Фріборн (округ, Міннесота)
Шаблон:StateAbbr_ 43°40′ пн. ш. 93°21′ зх. д. / 43.67° пн. ш. 93.35° зх. д.
Округ Фріборн (англ. Freeborn County) — округ (графство) у штаті Міннесота, США. Ідентифікатор округу 27047.

## Історія
Округ утворений 1855 року.

## Демографія
За даними перепису
2000 року
загальне населення округу становило 32584 осіб, зокрема міського населення було 18162, а сільського — 14422.
Серед мешканців округу чоловіків було 16013, а жінок — 16571. В окрузі було 13356 домогосподарств, 9013 родин, які мешкали в 13996 будинках.
Середній розмір родини становив 2,92.
Віковий розподіл населення поданий у таблиці:
| Стать    | До 15 років | 15-21 | 22-29 | 30-39 | 40-49 | 50-65 | 65-85 | Понад 85 |
| -------- | ----------- | ----- | ----- | ----- | ----- | ----- | ----- | -------- |
| Чоловіки | 3187        | 1567  | 1322  | 2106  | 2518  | 2738  | 2317  | 258      |
| Жінки    | 3071        | 1516  | 1229  | 2087  | 2332  | 2755  | 2905  | 676      |

## Суміжні округи
- Стіл — північний схід
- Мовер — схід
- Ворт, Айова — південь
- Віннебаго, Айова — південний захід
- Феріболт — захід
- Восека — північний захід

## Виноски
1. ↑  US Decennial Census. US Census Bureau. Архів оригіналу за 26 квітня 2015. Процитовано 15 жовтня 2014.
2. ↑  Historical Census Browser. University of Virginia Library. Архів оригіналу за 16 серпня 2012. Процитовано 15 жовтня 2014.
3. ↑  Population of Counties by Decennial Census: 1900 to 1990. US Census Bureau. Архів оригіналу за 4 серпня 2014. Процитовано 15 жовтня 2014.
4. ↑  Census 2000 PHC-T-4. Ranking Tables for Counties: 1990 and 2000 (PDF). US Census Bureau. Архів оригіналу (PDF) за 18 грудня 2014. Процитовано 15 жовтня 2014.
5. ↑  State & County QuickFacts. Бюро перепису населення США. Архів оригіналу за 9 червня 2011. Процитовано 31 серпня 2013. [Архівовано 2011-06-09 у Wayback Machine.](англ.) Наведено за англійською вікіпедією.
6. ↑  American FactFinder. Бюро перепису населення США. Архів оригіналу за 26 лютого 2012. Процитовано 31 січня 2008. [Архівовано 2008-05-21 у Wayback Machine.]

| США | Це незавершена стаття з географії США. Ви можете допомогти проєкту, виправивши або дописавши її. |